# Capunda-Cavilongo
Capunda-Cavilongo é uma vila e comuna angolana que se localiza na província da Huíla, pertencente ao município de Chibia.
Era chamada de "Olivença-a-Nova" durante o período colonial.